# Samuel Smith (1754-1834)
Samuel Smith (14 aprile 1754 – 12 marzo 1834) è stato un politico e banchiere inglese.

## Biografia
Era il figlio di Abel Smith, un ricco banchiere di Nottingham e membro del Parlamento, e di sua moglie, Mary Bird. 

### Carriera
Smith è entrato in Parlamento nel 1788 come deputato per St Germans, carica che mantenne per i successivi 44 anni, in rappresentanza anche di Leicester (1790–1818), Midhurst (1818–1820) e Wendover (1820–1832).
Nel 1801 Smith acquistò Woodhall Park, nel Hertfordshire, che appartiene ancora ai suoi discendenti.

## Matrimonio
Sposò, il 2 dicembre 1783, Elizabeth Frances Turnor (19 aprile 1756–27 aprile 1825), figlia di Edmund Turnor. Ebbero undici figli:
- Sophia Smith (1784-2 aprile 1844);
- Frances Anne Smith (1786-20 febbraio 1862);
- Mary Smith (1787-8 maggio 1846);
- Abel Smith (17 luglio 1788-3 febbraio 1859), sposò in prime nozze Lady Marianne Leslie-Melville, non ebbero figli, e in seconde nozze Frances Anne Calvert, ebbero quattro figli;
- Samuel George Smith (19 luglio 1789-4 ottobre 1863), sposò Eugenia Chatfield, ebbero sei figli;
- Edmund Smith (1791–1809);
- Henry Smith (?-7 febbraio 1874), sposò Lady Lucy Leslie-Melville, ebbero un figlio;
- Caroline Smith;
- Lucy Smith;
- Barbara Smith;
- Charlotte Smith (1801-26 aprile 1879), sposò Alexander Leslie-Melville, ebbero nove figli.

## Morte
Morì il 12 marzo 1834, all'età di 79 anni.
| Controllo di autorità | VIAF (EN) 46619664 · LCCN (EN) nr91033128 |